# Ceriops decandra
Ceriops decandra (Griff.) W.Theob. è una pianta della famiglia Rhizophoraceae diffusa nelle foreste a mangrovie dell'oceano Indiano.

## Distribuzione e habitat
L'areale di questa specie è ristretto alla costa orientale dell'India, al Bangladesh, alla Thailandia sud-occidentale e alla parte occidentale della Penisola malese.